# Hans Heiling
Hans Heiling är en opera i en prolog och tre akter av Heinrich Marschner med text av Eduard Devrient. Operan är ett typiskt exempel på den så kallade skräckoperor som var populära i romantikens Tyskland, och samtidigt är den typisk för den romantiska operan mellan Carl Maria von Weber och Richard Wagner.

## Historia
I början av 1831 fick Marschner av en anonym författare ett libretto, som fascinerade honom så mycket att han genast satte igång med att tonsätta det. Librettisten visade sig vara barytonsångaren Eduard Devrient vid Opernhaus Berlin, som där sjöng tempelriddaren i Marschners framgångsrika opera Der Templer und die Jüdin. Han hade redan erbjudit Mendelssohn librettot, men denne hade oroats av likheten med Webers opera Friskytten. Någon som däremot inte bekymrade Marschner.
Trots att partituret låg fullbordat redan i mitten av 1832, dröjde det ända till 1833 innan operan kunde uruppföras den 24 maj på Hofoper i Berlin. Den blev en stor framgång och sattes upp vid Europas viktiga operahus. Richard Wagner påverkades i sitt konstprogram kraftigt av Hans Heiling (och dirigerade operan flera gånger), vilket ledde till att Marschner inordnades i musikhistorien som en "förelöpare" till Wagner och att verket i fortsättningen kom att nedvärderas i den internationella repertoaren och bara tillmätas ringa historiskt intresse. I själva verket är Hans Heiling ett särpräglat och högst originellt verk, särskilt i de melodramatiska scenerna.
Svensk premiär på Kungliga Operan i Stockholm den 11 oktober 1865.

## Personer
- Jordandarnas drottning (Sopran)
- Hans Heiling, hennes son (Baryton)
- Anna, hans trolovade (Sopran)
- Gertrude, hennes mor (Alt)
- Konrad, grevlig livjägare (Tenor)
- Stephan, bysmed (Bas)
- Niklas, bonde (talroll)
- Jordandar, bönder, bondhustrur, bröllopsgäster, spelmän, jägare (kör)

## Handling
Prolog
Hans Heiling, son till jordandarnas drottning och en jordisk far, avsäger sig sina rättigheter i det underjordiska riket och beslutar trots varningar att leva som människa.
Akt I
Mor Gertrude tycker att Hans Heiling verkar vara ett gott, rikt parti. Hon besöker friaren tillsammans med sin dotter Anna, som endast motsträvigt lyder henne eftersom hon älskar jägaren Konrad. Hon finner Hans Heiling underlig och säregen. Detta bekräftas när hon upptäcker magiboken och märker att den bläddrar av sig själv. Hon vill att Heiling skall förstöra den. Han lyder Anna och skänker henne en guldkedja som tecken på sin kärlek. Anna blir glad och vill visa upp den och ber Heiling följa med henne till byfesten. Han följer med endast motvilligt med henne och ställer som villkor att hon inte dansar.
Bönderna firar S:t Florinsdagen. Den grevlige livjägaren Konrad gör dem sällskap tillsammans med sina jägare, och man börjar berätta historier om dvärgar och bergsrån. Konrad, som i hemlighet älskar Anna, bjuder upp henne till dans. Men Heiling påminner henne om hennes löfte och förbjuder henne att dansa. Brudparet grälar och Anna går in på krogen tillsammans med Konrad. Hans förstår att hon älskar en annan.
Akt II
På hemvägen från festen genomkorsar Anna ett vildvuxet skogsområde. Hon älskar Konrad, men är bunden till Heiling genom äktenskapslöftet. Plötsligt möter hon en skara jordandar anförda av drottningen, som förutspår att hon kommer att drabbas av olycka om hon gifter sig med Hans Heiling, underjordens härskare. Anna mister i sin bestörtning förståndet. Konrad finner henne och bär henne hem.
Anna vägrar gifta sig med Heiling. Men mor Gertrude tvekar att skänka bort sin dotter till den fattige Konrad. När Heiling kommer med brudsmycket, söker Anna skydd hos Konrad och berättar för honom att Heiling är en jordande. Konrad visar Heiling på dörren. Denne sticker ned rivalen och springer hånskrattande därifrån.
Akt III
I en öde bergsdal kallar Heiling på jordandarna och menar att Konrads död har gett honom upprättelse. Men andarna vill inte veta av honom och säger att Anna skall gifta sig med Konrad. Konrad är endast sårad och skall redan samma dag gifta sig med Anna. I vredesmod svär Heiling att hämnas. Dvärgarna och gnomerna skall bistå honom.
I ett klippkapell i en skog skall Anna och Konrad vigas. Efter vigseln skall bruden enligt gammal sed söka efter brudgummen. Men Anna hinner knappt få ögonen förbundna förrän Heiling dyker upp. Anna inser sitt svåra läge och finner sig i sitt öde, men bönfaller om att Konrad skall få leva. Konrad vill döda jordanden, men denne är osårbar. När Heiling vill hämnas, ingriper hans mor drottningen. Hans Heiling tvingas ge upp sin förhoppning om att finna mänsklig kärlek och förlikar sig med sitt öde som jordande. Lugnet kan åter infinna sig.